# Comuna Kniselo, Jîdaciv
Kniselo (în ucraineană Кнісело) este o comună în raionul Jîdaciv, regiunea Liov, Ucraina, formată din satele Bertîșiv, Kniselo (reședința) și Orișkivți.

## Demografie
Componența lingvistică a comunei Kniselo
     Ucraineană (99,87%)
Conform recensământului din 2001, majoritatea populației comunei Kniselo era vorbitoare de ucraineană (99,87%), existând în minoritate și vorbitori de alte limbi.